# Johann Bayer
Johann Bayer (1572 - 7 de marzo de 1625) fue un astrónomo y abogado alemán, conocido por su atlas estelar Uranometria, en el que estableció una nomenclatura astronómica que se sigue utilizando en la actualidad.

## Biografía
Bayer nació en Rain, Baviera en 1572. En 1592, a los 20 años, comenzó sus estudios de filosofía y derecho en la Universidad de Ingolstadt, tras lo cual se trasladó a Augsburgo para comenzar a trabajar como abogado, convirtiéndose en asesor legal del ayuntamiento en 1612.
Bayer tenía varios intereses fuera de su trabajo, entre ellos la arqueología y las matemáticas. Sin embargo, es conocido principalmente por su trabajo en astronomía; en particular por su trabajo sobre la determinación de las posiciones de los objetos en la esfera celeste. Permaneció soltero y murió en 1625.
Bayer es famoso por su atlas estelar Uranometria, publicado en 1603 y que fuera el primer atlas en cubrir toda la esfera celeste. Antes del trabajo de Bayer, los mapas estelares se basaban en el catálogo de estrellas de Ptolomeo, que era incompleto y ambiguo. Bayer actualizó la lista de 48 constelaciones de Ptolomeo, añadiendo 12 constelaciones recientemente reconocidas en el hemisferio sur. Este trabajo introdujo un nuevo sistema para designar las estrellas, que ha venido a conocerse como la nomenclatura, o designación de Bayer, además de la introducción de varias constelaciones modernas.
El atlas estelar de Bayer, Uranometria Omnium Asterismorum ("Uranometría de todos los asterismos"), se publicó por primera vez en 1603 en Augsburgo y estuvo dedicado a dos ciudadanos locales destacados. Este fue el primer atlas que cubrió toda la esfera celeste. Se basó en el trabajo de Tycho Brahe y puede haber tomado prestado del atlas estelar de Alessandro Piccolomini de 1540, De le stelle fisse ("De las estrellas fijas"), aunque Bayer incluyó 1000 estrellas adicionales. La Uranometria introdujo un nuevo sistema de designación de estrellas que se ha conocido como la designación de Bayer. El atlas de Bayer incluyó doce nuevas constelaciones inventadas unos años antes para rellenar el extremo sur del cielo nocturno, que era desconocido para la antigua Grecia y Roma.

## Reconocimientos
- El cráter lunar Bayer fue nombrado en su honor.[9]